# Europees Agentschap voor maritieme veiligheid
Het Europees Agentschap voor maritieme veiligheid (European Maritime Safety Agency, EMSA) is een agentschap van de Europese Unie dat technische bijstand en hulp geeft aan de Europese Unie om wetten te ontwikkelen en uit te voeren die betrekking hebben op veiligheid, beveiliging en vervuiling van de scheepvaart.
Het orgaan is in 2002 opgericht. Het agentschap werkte vanuit Brussel, maar is sinds 2006 definitief in Lissabon gevestigd. Het ontstaan van dit agentschap is een onrechtstreeks gevolg van de ramp met de Erika. De Erika was een tanker met zware stookolie aan boord die verging in 1999. Deze ramp veroorzaakte veel vervuiling. Sinds enkele ernstige ongelukken van de afgelopen jaren is er binnen de internationale zeevaartgemeenschap dus een algemene vraag voor stevigere schepen ontstaan. Daarom worden momenteel veel inspanningen geleverd om de veiligheidsnormen voor schepen te verbeteren.
Om te garanderen dat schepen volgens deze laatste veiligheidsnormen worden gebouwd en onderhouden, moeten ontwerp, bouw en onderhoud worden goedgekeurd. Het agentschap wil de maritieme veiligheid in de EU verbeteren en zo het aantal ongevallen op zee, de mariene vervuiling door schepen en het verlies van mensenlevens op zee terugdringen. Om ervoor te zorgen dat de hoogste kwaliteitsnormen gehanteerd worden, worden regelmatig evaluaties uitgevoerd in opdracht van de Europese Commissie. Elk door de EU erkend classificatiebureau moet om de twee jaar worden geëvalueerd en EMSA heeft van de Commissie de opdracht gekregen om deze taak op zich te nemen. Dit betekent dat deskundigen van het agentschap een bezoek brengen aan zowel de hoofdkantoren, alsook aan regionale en/of lokale kantoren van de classificatiebureaus. Daarnaast bezoeken zij ook schepen en scheepswerven.
Ze verlenen dus technisch en wetenschappelijk advies met het oog op een betere Europese wetgeving inzake maritieme veiligheid en vervuiling door schepen. Het helpt de Commissie bij het toezicht op de maatregelen van de EU-landen en de kandidaat-lidstaten en adviseert hun regeringen. Het fungeert ook als raadgever in verband met classificatiemaatschappijen. Ze adviseert de EU over deze maatschappijen en controleert hen op het conform zijn met de EU-wetgeving. Indien er zware gebreken vastgesteld worden, zullen deze bevindingen doorgegeven worden aan de Europese Commissie en deze kan dan maatregelen eisen en indein nodig met sancties dreigen.
Het agentschap heeft zich onder meer tot taak gesteld een gemeenschappelijke EU-methode voor het onderzoek van maritieme ongevallen te ontwikkelen en een Europees informatiesysteem over het scheepvaartverkeer op te zetten. Daarnaast beheren zij ook het Europese Lange-Afstands Identificatie en Tracking-systeem.
Een andere taak van EMSA is het evalueren van het onderwijssysteem in elk land buiten de EU waar zeevarend personeel wordt opgeleid dat werkzaam is op schepen onder Europese vlag. In de praktijk komt dit neer op acht tot twaalf evaluaties per jaar, waarbij steeds wordt bekeken of er voldoende kwaliteitscontrole is uitgevoerd en of deze grondig genoeg was. Zij doen dit omdat er naar schatting 80% van de ongelukken op zee het gevolg is van een menselijke fout. Het is dus van cruciaal belang dat zeevarend personeel volgens de hoogste normen wordt opgeleid.
EMSA is nog een zeer jong agentschap, maar naar verwachting worden de kerntaken tegen 2010 verstevigd en uitgebreid. Het vinden van oplossingen voor gemeenschappelijke problemen, staat voor hen dan ook centraal.